# المجموعة الفردانية B الميتوكوندرية
المجموعة الفردانية B المتقدرية (بالإنجليزية: haplogroup B (mtDNA))‏ في علم جينات المتقدرات البشرية هي إحدى مجموعات جينات توجد في دي إن أيه المتقدرات البشرية. تساعد دراستها على تتبع انتشار الجنس البشري على الأرض منذ قديم الزمن. تؤخذ العينات من دي إن أيه المتقدرات الموجودة في الخلايا البشرية -تلك المتقدرات يتوارثها الرجال والنساء عن طريق الأم وليس عن طريق الأب - وبغية أن يكون الفحص مجديا وواضحا تؤخذ العينات عادة من الابنة ومن الأم ومن الجدة، أي الفرع النسائي دائما. ولتتبع انتشار الجنس البشري على الأرض تؤخذ عينات من مختلف أقطار العالم، ومن موتى ومن مومياوات ومما يعثر عليه من الإنسان الأول.

## الأصل
ظهر المجموعة الفردانية B أول ما ظهر في آسيا قبل نحو 50.000 سنة. وقد تفرع من المجموعة الفردانية R خلال الطفرات التي تحدث في دي إن أيه والجينات. يقدر العلماء أنه تحدث طفرة في دي إن أيه المتقدرات كل 8000 سنة.
أكثر التنوعات التي حدثت في مجموعة جينات B المتقدرية توجد في الصين. من هذا يستنتج العلماء أن أول تغيرات حدثت بالنسبة لمجموعة تلك الجينات قد حدثت في شرق آسيا وجنوب شرق آسيا - تلك نتائج البحوث التي نشرت في عام 2002.

## انتشارها
المجموعة الفردانية B المتقدرية يوجد حاليا منتشر بين سكان جنوب شرق آسيا ويمتد إلى السكان الأصليين لجزر أندونيسيا وأستراليا.
يوجد من إحدى أنسال المجموعة الفردانية B2 المتقدرية 5 تفرعات، وهي توجد في السكان الأصليين للأمريكتين، والأربعة الفروع الأخرى هي: المجموعة الفردانية A المتقدرية، والمجموعة الفردانية C المتقدرية، والمجموعة الفردانية D المتقدرية، والمجموعة الفردانية X المتقدرية.
وعلى الرغم من أن نموذج الهجرة إلى العالم الجديد ترى أن أسلاف سكان أمريكا قد نزحوا إليها عبر مضيق بيرينغ من سيبيريا، فإنها مفاجأة أن المجموعة الفردانية B والمجموعة الفردانية X لا توجدان في قبائل شمال شرق سيبيريا. ولكن وجد المجموعة الفردانية B في قبائل تتكلم لغات أتراكية، ولغات منغولية. كما توجد في سكان الصين، وإندونيسيا، وإيران، العراق، اليابان، كوريا، لاوس، مدغشقر، ماليزيا، ميلانيزيا، ميكرونيسيا، منغوليا، الفلبين، بولنيزيا، تايوان، تايلاند، التبت، وفيتنام.

## اقرأ أيضا
- المجموعة الفردانية (متقدرة)
- المجموعة الفردانية L0
- المجموعة الفردانية A المتقدرية
- المجموعة الفردانية L1 المتقدرية
- المجموعة الفردانية N1a المتقدرية